# Milán-San Remo
La Milán-San Remo (oficialmente Milano-Sanremo; también conocida como La Classicissima o La Primavera) es una carrera de un día profesional de ciclismo en ruta que disputa en la Italia noroccidental. Recorre un trayecto desde la capital de la región de Lombardía, Milán, hasta San Remo, ciudad situada en el oeste de la región de Liguria, de ahí su nombre. Se celebra el tercer sábado de marzo, días después de finalizar la Tirreno-Adriático, y pertenece al calendario UCI WorldTour, máxima categoría de las carreras profesionales.
La primera edición fue en el año 1907.
Es el primero de los denominados "monumentos del ciclismo", junto al Tour de Flandes, la París-Roubaix, la Lieja-Bastoña-Lieja y el Giro de Lombardía.
Formó parte de la Copa del Mundo de Ciclismo durante todos los años en los que esta se disputó (1989-2004) así como del UCI ProTour (2005-2007) y UCI World Ranking/UCI World Tour (a partir del 2009).
La Classicissima se caracteriza por sus casi 300 kilómetros de recorrido, siendo con mucha diferencia la carrera (de un día) de mayor longitud que se disputa actualmente, y sus escasas dificultades orográficas y en general poco exigentes, lo que la convierte en el monumento más favorable para los sprinters.
Con siete triunfos (1966, 1967, 1969, 1971, 1972, 1975, 1976), Eddy Merckx es el corredor más laureado de la carrera.
Está organizada por RCS Sport y entre 1999 y 2005 la carrera contó con una versión femenina llamada Primavera Rosa.

## Historia

### Recorrido

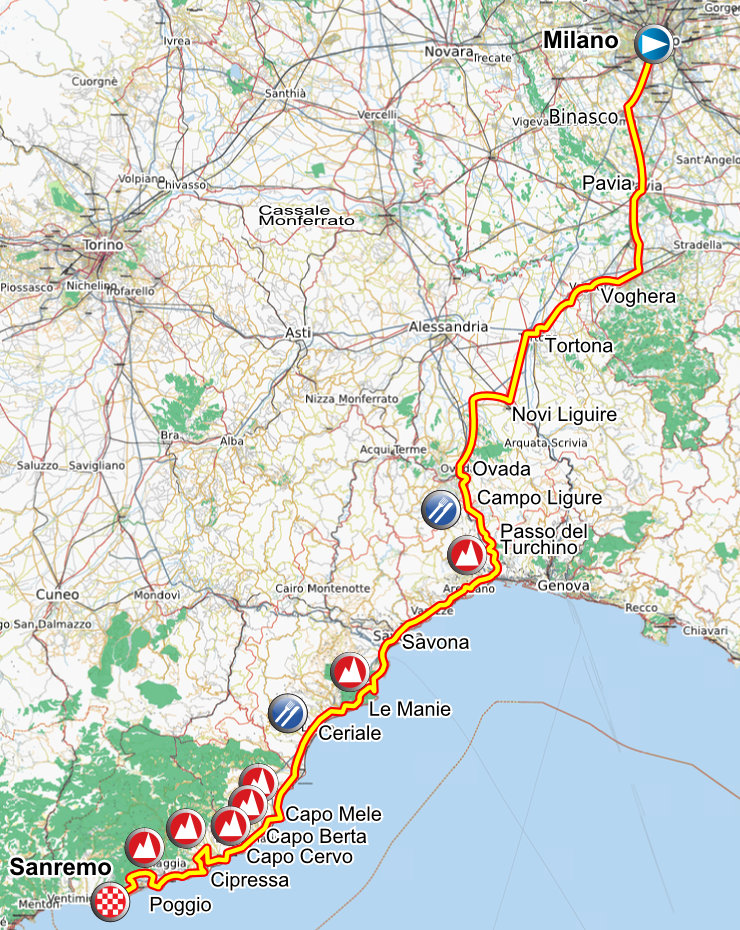
Trazado de la Milán-San Remo en los últimos años.

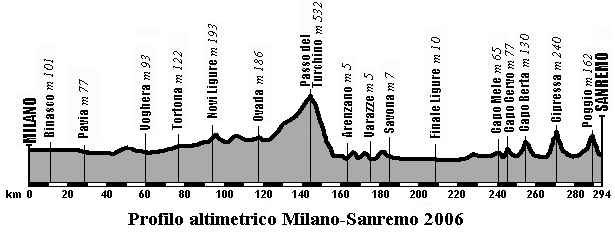
Perfil de la Milán-San Remo 2006, similar al de los últimos años.

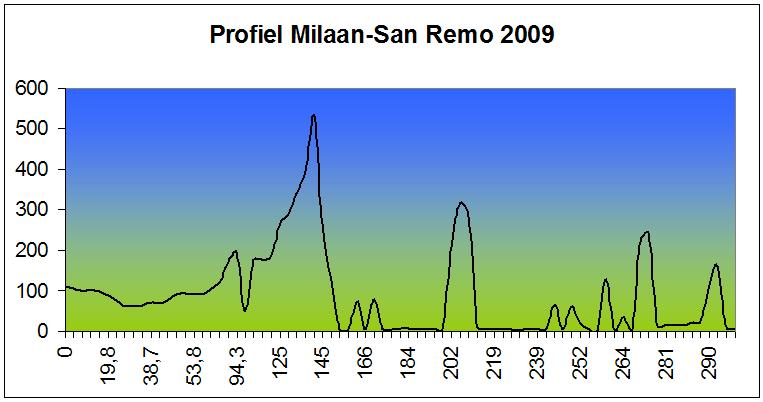
Perfil de la Milán-San Remo desde el 2008 hasta el 2013.

El recorrido de la carrera cambia muy poco cada año. Son muy espectaculares los últimos kilómetros antes de llegar a San Remo en los cuales los ciclistas pasan muy cerca del mar, sin embargo en los últimos años la meta no ha estado siempre situada en el mismo lugar.
Durante muchos años la única subida reseñable fue el Paso del Turchino, colocado muy lejos de la línea de meta, prácticamente a 150 km. Pero a medida que la carrera fue resultando cada vez menos selectiva la organización se vio forzada a ir endureciendo el recorrido, añadiendo diversas cotas. Así, en 1960 se incluyó el Poggio de San Remo, una cota sin mayor dificultad, cuya cercanía a la llegada y el hecho de que se afronte con muchos km en las piernas la convierten en decisiva. En 1982 llegó el turno de la Cipressa, penúltima cota de la carrera, más exisgente, situada a 20 km del final. Desde esa edición el recorrido se mantuvo prácticamente inalterable durante más de 25 años, excepto en 2001 y 2002 cuando el Paso del Turchino fue suplantado por el ascenso a Bric Berton, de similares características. Fue en la edición de 2008 cuando los organizadores, forzados por el exceso de llegadas masivas, hicieron el último gran cambio en el recorrido, añadiendo la cota de Le Manie, mucho más exigente que Cipressa y Poggio aunque situada a casi 100 km de la llegada aunque fue eliminado en el 2014. Ese mismo año 2008 también variaron la calle donde finalizaba la prueba, pasando de la Via Roma a Lungomare Italo Calvino, lo que provocó un ligero aumento en la distancia desde la cima del Poggio a la meta: de 5,7 km a 6,2 km. Pero el hecho de que estos cerros no sean lo suficientemente duros como para romper el pelotón hace que suela llegar a meta un numeroso grupo decidiéndose la victoria en un esprín masivo.

## Palmarés
| Año                                                             | Ganador              | Segundo             | Tercero              |
| --------------------------------------------------------------- | -------------------- | ------------------- | -------------------- |
| 1907                                                            | Lucien Petit-Breton  | Gustave Garrigou    | Giovanni Gerbi       |
| 1908                                                            | Cyrille van Hauwaert | Luigi Ganna         | André Pottier        |
| 1909                                                            | Luigi Ganna          | Emile Georget       | Giovanni Cuniolo     |
| 1910                                                            | Eugène Christophe    | Giovanni Cocchi     | Giovanni Marchese    |
| 1911                                                            | Gustave Garrigou     | Louis Trousselier   | Luigi Ganna          |
| 1912                                                            | Henri Pélissier      | Gustave Garrigou    | Jules Masselis       |
| 1913                                                            | Odile Defraye        | Louis Mottiat       | Ezio Corlaita        |
| 1914                                                            | Ugo Agostoni         | Carlo Galetti       | Charles Crupelandt   |
| 1915                                                            | Ezio Corlaita        | Luigi Lucotti       | Angelo Gremo         |
| 1916 edición suspendida por la Primera Guerra Mundial           |                      |                     |                      |
| 1917                                                            | Gaetano Belloni      | Costante Girardengo | Angelo Gremo         |
| 1918                                                            | Costante Girardengo  | Gaetano Belloni     | Ugo Agostoni         |
| 1919                                                            | Angelo Gremo         | Costante Girardengo | Giuseppe Olivieri    |
| 1920                                                            | Gaetano Belloni      | Henri Pélissier     | Costante Girardengo  |
| 1921                                                            | Costante Girardengo  | Giovanni Brunero    | Giuseppe Azzini      |
| 1922                                                            | Giovanni Brunero     | Costante Girardengo | Bartolomeo Aymo      |
| 1923                                                            | Costante Girardengo  | Gaetano Belloni     | Giuseppe Azzini      |
| 1924                                                            | Pietro Linari        | Gaetano Belloni     | Costante Girardengo  |
| 1925                                                            | Costante Girardengo  | Giovanni Brunero    | Pietro Linari        |
| 1926                                                            | Costante Girardengo  | Nello Ciaccheri     | Egidio Picchiottino  |
| 1927                                                            | Pietro Chesi         | Alfredo Binda       | Domenico Piemontesi  |
| 1928                                                            | Costante Girardengo  | Alfredo Binda       | Giovanni Brunero     |
| 1929                                                            | Alfredo Binda        | Leonida Frascarelli | Pio Caimmi           |
| 1930                                                            | Michele Mara         | Pio Caimmi          | Domenico Piemontesi  |
| 1931                                                            | Alfredo Binda        | Learco Guerra       | Domenico Piemontesi  |
| 1932                                                            | Alfredo Bovet        | Alfredo Binda       | Michele Mara         |
| 1933                                                            | Learco Guerra        | Alfredo Bovet       | Pietro Rimoldi       |
| 1934                                                            | Jef Demuysere        | Giovanni Cazzulani  | Francesco Camusso    |
| 1935                                                            | Giuseppe Olmo        | Learco Guerra       | Mario Cipriani       |
| 1936                                                            | Angelo Varetto       | Carlo Romanatti     | Olimpio Bizzi        |
| 1937                                                            | Cesare del Cancia    | Pierino Favalli     | Marco Cimatti        |
| 1938                                                            | Giuseppe Olmo        | Pierino Favalli     | Alfredo Bovet        |
| 1939                                                            | Gino Bartali         | Aldo Bini           | Osvaldo Bailo        |
| 1940                                                            | Gino Bartali         | Pietro Rimoldi      | Aldo Bini            |
| 1941                                                            | Pierino Favalli      | Mario Ricci         | Pietro Chiappini     |
| 1942                                                            | Adolfo Leoni         | Antonio Bevilacqua  | Pierino Favalli      |
| 1943                                                            | Cino Cinelli         | Glauco Servadei     | Quirino Toccacelli   |
| 1944-1945 ediciones no disputadas por la Segunda Guerra Mundial |                      |                     |                      |
| 1946                                                            | Fausto Coppi         | Lucien Teisseire    | Mario Ricci          |
| 1947                                                            | Gino Bartali         | Ezio Cecchi         | Sergio Maggini       |
| 1948                                                            | Fausto Coppi         | Vittorio Rossello   | Fermo Camellini      |
| 1949                                                            | Fausto Coppi         | Vito Ortelli        | Fiorenzo Magni       |
| 1950                                                            | Gino Bartali         | Nedo Logli          | Oreste Conte         |
| 1951                                                            | Louison Bobet        | Pierre Barbotin     | Loretto Petrucci     |
| 1952                                                            | Loretto Petrucci     | Giuseppe Minardi    | Serge Blusson        |
| 1953                                                            | Loretto Petrucci     | Giuseppe Minardi    | Valère Ollivier      |
| 1954                                                            | Rik Van Steenbergen  | Francis Anastasi    | Giuseppe Favero      |
| 1955                                                            | Germain Derycke      | Bernard Gauthier    | Jean Bobet           |
| 1956                                                            | Fred de Bruyne       | Fiorenzo Magni      | Jef Planckaert       |
| 1957                                                            | Miguel Poblet        | Fred de Bruyne      | Brian Robinson       |
| 1958                                                            | Rik Van Looy         | Miguel Poblet       | André Darrigade      |
| 1959                                                            | Miguel Poblet        | Rik Van Steenbergen | Leon Van Daele       |
| 1960                                                            | René Privat          | Jean Graczyk        | Yvo Molenaers        |
| 1961                                                            | Raymond Poulidor     | Rik Van Looy        | Rino Benedetti       |
| 1962                                                            | Emile Daems          | Yvo Molenaers       | Louis Proost         |
| 1963                                                            | Joseph Groussard     | Rolf Wolfshohl      | Willy Schroeders     |
| 1964                                                            | Tom Simpson          | Raymond Poulidor    | Willy Bocklandt      |
| 1965                                                            | Arie den Hartog      | Vittorio Adorni     | Franco Balmamion     |
| 1966                                                            | Eddy Merckx          | Adriano Durante     | Herman Van Springel  |
| 1967                                                            | Eddy Merckx          | Gianni Motta        | Franco Bitossi       |
| 1968                                                            | Rudi Altig           | Charly Grosskost    | Adriano Durante      |
| 1969                                                            | Eddy Merckx          | Roger de Vlaeminck  | Marino Basso         |
| 1970                                                            | Michele Dancelli     | Gerben Karstens     | Eric Leman           |
| 1971                                                            | Eddy Merckx          | Felice Gimondi      | Gösta Pettersson     |
| 1972                                                            | Eddy Merckx          | Gianni Motta        | Marino Basso         |
| 1973                                                            | Roger de Vlaeminck   | Wilmo Francioni     | Felice Gimondi       |
| 1974                                                            | Felice Gimondi       | Eric Leman          | Roger de Vlaeminck   |
| 1975                                                            | Eddy Merckx          | Francesco Moser     | Guy Sibille          |
| 1976                                                            | Eddy Merckx          | Wladimiro Panizza   | Michel Laurent       |
| 1977                                                            | Jan Raas             | Roger de Vlaeminck  | Wilfried Wesemael    |
| 1978                                                            | Roger de Vlaeminck   | Giuseppe Saronni    | Alessio Antonini     |
| 1979                                                            | Roger de Vlaeminck   | Giuseppe Saronni    | Knut Knudsen         |
| 1980                                                            | Pierino Gavazzi      | Giuseppe Saronni    | Jan Raas             |
| 1981                                                            | Alfons De Wolf       | Roger de Vlaeminck  | Jacques Bossis       |
| 1982                                                            | Marc Gomez           | Alain Bondue        | Moreno Argentin      |
| 1983                                                            | Giuseppe Saronni     | Guido Bontempi      | Jan Raas             |
| 1984                                                            | Francesco Moser      | Sean Kelly          | Eric Vanderaerden    |
| 1985                                                            | Hennie Kuiper        | Teun van Vliet      | Silvano Riccò        |
| 1986                                                            | Sean Kelly           | Greg LeMond         | Mario Beccia         |
| 1987                                                            | Erich Maechler       | Eric Vanderaerden   | Guido Bontempi       |
| 1988                                                            | Laurent Fignon       | Maurizio Fondriest  | Steven Rooks         |
| 1989                                                            | Laurent Fignon       | Frans Maassen       | Adriano Baffi        |
| 1990                                                            | Gianni Bugno         | Rolf Gölz           | Gilles Delion        |
| 1991                                                            | Claudio Chiappucci   | Rolf Sørensen       | Eric Vanderaerden    |
| 1992                                                            | Sean Kelly           | Moreno Argentin     | Johan Museeuw        |
| 1993                                                            | Maurizio Fondriest   | Luca Gelfi          | Maximilian Sciandri  |
| 1994                                                            | Giorgio Furlan       | Mario Cipollini     | Adriano Baffi        |
| 1995                                                            | Laurent Jalabert     | Maurizio Fondriest  | Stefano Zanini       |
| 1996                                                            | Gabriele Colombo     | Alexandr Gonchenkov | Michele Coppolillo   |
| 1997                                                            | Erik Zabel           | Alberto Elli        | Biagio Conte         |
| 1998                                                            | Erik Zabel           | Emmanuel Magnien    | Frédéric Moncassin   |
| 1999                                                            | Andréi Chmil         | Erik Zabel          | Zbigniew Spruch      |
| 2000                                                            | Erik Zabel           | Fabio Baldato       | Óscar Freire         |
| 2001                                                            | Erik Zabel           | Mario Cipollini     | Romāns Vainšteins    |
| 2002                                                            | Mario Cipollini      | Fred Rodríguez      | Markus Zberg         |
| 2003                                                            | Paolo Bettini        | Mirko Celestino     | Luca Paolini         |
| 2004                                                            | Óscar Freire         | Erik Zabel          | Stuart O'Grady       |
| 2005                                                            | Alessandro Petacchi  | Danilo Hondo        | Thor Hushovd         |
| 2006                                                            | Filippo Pozzato      | Alessandro Petacchi | Luca Paolini         |
| 2007                                                            | Óscar Freire         | Allan Davis         | Tom Boonen           |
| 2008                                                            | Fabian Cancellara    | Filippo Pozzato     | Philippe Gilbert     |
| 2009                                                            | Mark Cavendish       | Heinrich Haussler   | Thor Hushovd         |
| 2010                                                            | Óscar Freire         | Tom Boonen          | Alessandro Petacchi  |
| 2011                                                            | Matthew Goss         | Fabian Cancellara   | Philippe Gilbert     |
| 2012                                                            | Simon Gerrans        | Fabian Cancellara   | Vincenzo Nibali      |
| 2013                                                            | Gerald Ciolek        | Peter Sagan         | Fabian Cancellara    |
| 2014                                                            | Alexander Kristoff   | Fabian Cancellara   | Benjamin Swift       |
| 2015                                                            | John Degenkolb       | Alexander Kristoff  | Michael Matthews     |
| 2016                                                            | Arnaud Démare        | Benjamin Swift      | Jürgen Roelandts     |
| 2017                                                            | Michał Kwiatkowski   | Peter Sagan         | Julian Alaphilippe   |
| 2018                                                            | Vincenzo Nibali      | Caleb Ewan          | Arnaud Démare        |
| 2019                                                            | Julian Alaphilippe   | Oliver Naesen       | Michał Kwiatkowski   |
| 2020                                                            | Wout van Aert        | Julian Alaphilippe  | Michael Matthews     |
| 2021                                                            | Jasper Stuyven       | Caleb Ewan          | Wout van Aert        |
| 2022                                                            | Matej Mohorič        | Anthony Turgis      | Mathieu van der Poel |
| 2023                                                            | Mathieu van der Poel | Filippo Ganna       | Wout van Aert        |
| 2024                                                            | Jasper Philipsen     | Michael Matthews    | Tadej Pogačar        |
| 2025                                                            | Mathieu van der Poel | Filippo Ganna       | Tadej Pogačar        |

Notas:
- En la Milán-San Remo 1976 el ciclista Jean-Luc Vandenbroucke llegó en tercer lugar, pero luego fue descalificado por dopaje.[13]

## Palmarés por países
| País           | Victorias | 2.º lugar | 3.º lugar | Total | Último vencedor              |
| -------------- | --------- | --------- | --------- | ----- | ---------------------------- |
| Italia         | 51        | 62        | 62        | 175   | Vincenzo Nibali en 2018      |
| Bélgica        | 23        | 12        | 21        | 56    | Jasper Philipsen en 2024     |
| Francia        | 14        | 16        | 12        | 40    | Julian Alaphilippe en 2019   |
| Alemania       | 7         | 6         | 0         | 13    | John Degenkolb en 2015       |
| Países Bajos   | 5         | 3         | 4         | 12    | Mathieu van der Poel en 2025 |
| España         | 5         | 1         | 1         | 7     | Óscar Freire en 2010         |
| Australia      | 2         | 4         | 3         | 9     | Simon Gerrans en 2012        |
| Suiza          | 2         | 3         | 2         | 7     | Fabian Cancellara en 2008    |
| Reino Unido    | 2         | 1         | 2         | 5     | Mark Cavendish en 2009       |
| Irlanda        | 2         | 1         | 0         | 3     | Sean Kelly en 1992           |
| Noruega        | 1         | 1         | 3         | 5     | Alexander Kristoff en 2014   |
| Polonia        | 1         | 0         | 2         | 3     | Michał Kwiatkowski en 2017   |
| Eslovenia      | 1         | 0         | 2         | 3     | Matej Mohorič en 2022        |
| Estados Unidos | 0         | 2         | 0         | 2     | -                            |
| Eslovaquia     | 0         | 2         | 0         | 2     | -                            |
| Dinamarca      | 0         | 1         | 0         | 1     | -                            |
| Ucrania        | 0         | 1         | 0         | 1     | -                            |
| Suecia         | 0         | 0         | 1         | 1     | -                            |
| Letonia        | 0         | 0         | 1         | 1     | -                            |
| Total          | 115       | 115       | 115       | 345   |                              |

En negrilla corredores activos.

## Estadísticas

### Más victorias
Hasta la edición 2025
| Ciclista             | Victorias | Años                                     |
| -------------------- | --------- | ---------------------------------------- |
| Eddy Merckx          | 7         | 1966, 1967, 1969, 1971, 1972, 1975, 1976 |
| Costante Girardengo  | 6         | 1918, 1921, 1923, 1925, 1926, 1928       |
| Gino Bartali         | 4         | 1939, 1940, 1947, 1950                   |
| Erik Zabel           | 4         | 1997, 1998, 2000, 2001                   |
| Fausto Coppi         | 3         | 1946, 1948, 1949                         |
| Roger De Vlaeminck   | 3         | 1973, 1978, 1979                         |
| Óscar Freire         | 3         | 2004, 2007, 2010                         |
| Mathieu van der Poel | 2         | 2023, 2025                               |

### Victorias consecutivas
- Dos victorias seguidas:
  -  Costante Girardengo (1925, 1926)
  -  Gino Bartali (1939, 1940)
  -  Fausto Coppi (1948, 1949)
  -  Eddy Merckx (1966, 1967; 1971, 1972 y 1975, 1976)
  -  Roger De Vlaeminck (1978, 1979)
  -  Erik Zabel (1997, 1998 y 2000, 2001)
  -  Laurent Fignon (1988, 1989)

### Más podios
Costante Girardengo es el ciclista con más podios en la carrera.
Hasta la edición 2023.
| Ciclista            | Victorias | 2.º lugar | 3.º lugar | Total |
| ------------------- | --------- | --------- | --------- | ----- |
| Costante Girardengo | 6         | 3         | 2         | 11    |
| Eddy Merckx         | 7         | -         | -         | 7     |
| Roger de Vlaeminck  | 3         | 3         | 1         | 7     |
| Erik Zabel          | 4         | 2         | -         | 6     |
| Alfredo Binda       | 2         | 3         | -         | 5     |
| Gaetano Belloni     | 2         | 3         | -         | 5     |
| Fabian Cancellara   | 1         | 3         | 1         | 5     |
| Gino Bartali        | 4         | -         | -         | 4     |
| Óscar Freire        | 3         | -         | 1         | 4     |
| Giuseppe Saronni    | 1         | 3         | -         | 4     |
| Giovanni Brunero    | 1         | 2         | 1         | 4     |
| Pierino Favalli     | 1         | 2         | 1         | 4     |

### Otros datos
- La edición más larga se disputó en 2020: 305 km
- La edición más lenta se disputó en 1910: 23,331 km/h  Eugène Christophe.
- La edición más rápida tuvo lugar en 2024: 46,110 km/h  Jasper Philipsen.
- Corredor más joven en ganar: Ugo Agostoni en 1914 (20 años y 251 días).
- Corredor de mayor edad en ganar: Andrei Tchmil en 1999 (36 años y 57 días).
- El récord de participaciones es de Wladimiro Panizza y Philippe Gilbert. Terminaron la carrera las 18 veces que tomaron la salida.
- Vigentes campeones del mundo ganadores de la Milán-San Remo: Alfredo Binda (1931), Eddy Merckx (1972 y 1975), Felice Gimondi (1974) y Giuseppe Saronni (1983).

## Versión femenina: "Primavera Rosa"
De 1999 hasta 2005 se disputó una Milán-San Remo femenina llamada Primavera Rosa.
Puntuó para la Copa del Mundo de Ciclismo femenina.
Tuvo unos 180 km menos que la masculina, debido a que comenzó en Varazze, aunque con similares características.

### Podios femenino
| Año  | Ganadora          | Segunda              | Tercera          |
| ---- | ----------------- | -------------------- | ---------------- |
| 1999 | Sara Felloni      | Gabriella Pregnolato | Chantal Beltman  |
| 2000 | Diana Žiliūtė     | Ina Teutenberg       | Giovanna Troldi  |
| 2001 | Susanne Ljungskog | Mirjam Melchers      | Sara Felloni     |
| 2002 | Mirjam Melchers   | Diana Žiliūtė        | Chantal Beltman  |
| 2003 | Zulfiya Zabirova  | Regina Schleicher    | Rochelle Gilmore |
| 2004 | Zulfiya Zabirova  | Mirjam Melchers      | Oenone Wood      |
| 2005 | Trixi Worrack     | Nicole Cooke         | Oenone Wood      |
| 2025 | Lorena Wiebes     | Marianne Vos         | Noemi Rüegg      |

### Palmarés por países femenino
| País         | Victorias |
| ------------ | --------- |
| Kazajistán   | 2         |
| Países Bajos | 2         |
| Italia       | 1         |
| Lituania     | 1         |
| Alemania     | 1         |